# Baschiri
I baschiri (Башҡорттар, bašqorttar /baʃqortːar/ in lingua baschira, Башкиры, baškiry, in russo) sono un gruppo etnico di origine turca stanziato principalmente nella Baschiria (Russia). La presenza di baschiri è inoltre riscontrata in numero significativo nella Repubblica del Tatarstan, nel territorio di Perm' e negli oblast' di Čeljabinsk, Orenburg, Kurgan, Sverdlovsk, Samara e Saratov.
La lingua preponderante tra i baschiri è il baschiro, una lingua del ceppo kipčaki appartenente alla famiglia linguistica turca, con l'unica eccezione, oltre che del russo conosciuto per diglossia, di una minoranza composta da 4.000 baschiri che parlano invece la lingua tatara (più precisamente, alcuni dialetti del baschiro con caratteristiche più simili al Tataro). La maggior parte dei baschiri conosce, oltre al proprio idioma, anche la lingua russa.

## Storia
I Baschiri vengono per la prima volta menzionati nel VI secolo in un racconto presente nelle cronache cinesi della dinastia Sui: il racconto li descrive come uno dei nove popoli della grande confederazione Tiele, di cui facevano parte anche Magiari e Uiguri. Il documento li inquadra come un popolo di origine turca, originariamente composto da 45 clan con circa 7 rami principali (esistenti ancora nel XXI secolo). Il nome Baškort compare per la prima volta in fonti scritte intorno al X secolo, nei resoconti di viaggio dello scrittore Ibn Fadlān, il quale, nel descrivere i suoi spostamenti attraverso le zone popolate dai bulgari del Volga, menziona i Baschiri come una razza di forti guerrieri, temuti e rispettati dalle popolazioni vicine. Secondo Ibn Faḍlān, i Baschiri vivevano in comunità stanziali di allevatori e pastori, dunque ben diversi dai vicini popoli nomadi. Fino al XIII secolo vivevano nei territori compresi tra il Volga e il Kama, nella zona degli Urali compresa tra Perm' e l'odierna Orsk.
Le prime fonti europee che citano il popolo baschiro sono state invece riscontrate nei resoconti di Giovanni da Pian del Carpine e William di Rubruck. Questi viaggiatori, che esplorarono ed entrarono in contatto con comunità baschire nelle zone a nord del fiume Ural, chiamarono questa etnia Pascatir e riportarono erroneamente che il loro linguaggio fosse "una lingua molto simile all'ungherese".
Con l'arrivo dei Mongoli, i Baschiri vennero integrati nel loro governo e, a seguito della caduta del Khanato di Kazan nel 1552 cominciò il loro declino. Nel 1557 le truppe russe occuparono il territorio baschiro e, dopo aver compiuto un violento massacro della loro popolazione, li costrinsero a stipulare un "patto di amicizia", che di fatto sanciva l'annessione dei territori. Nel 1574 lo zar Ivan il Terribile ordinò la costruzione della città di Ufa (anticamente conosciuta come Efe, luogo di culto tengrista) in pieno territorio baschiro, come difesa dagli attacchi dei Kirghisi. In questo periodo i Baschiri si trovarono a essere un popolo di frontiera, il cui territorio fu oggetto di invasioni di numerosi gruppi nomadi che intendevano entrare nel territorio russo.
Nel 1676 si ribellarono al dominio zarista sotto la guida di un personaggio semi-leggendario chiamato Seit. Sebbene avessero causato grandi difficoltà e perdite all'autorità imperiale, alla fine la loro rivolta venne sedata dalle truppe russe. Una seconda rivolta scoppiò nel 1707 a causa del trattamento che gli ufficiali russi rivolgevano alla comunità, compiendo continui saccheggi e incendi ai danni dei villaggi baschiri: anche questo secondo tentativo venne però contenuto dall'autorità russa. Nel 1735 i Baschiri si ribellarono nuovamente, dando inizio a una sommossa che si protrasse fino al 1741: la causa di questa rivolta fu la fondazione della città di Orenburg, posta in pieno territorio baschiro e vista dagli stessi come un modo per separarli dai vicini Kazaki.
Nel 1774, i Baschiri sostennero l'insurrezione di Emel'jan Ivanovič Pugačëv (Pugaciòf) e come truppe locali combatterono al suo fianco sotto il comando del nobile Salavat Julaev, oggi ricordato come eroe nazionale. Salavat successivamente diede inizio a una propria rivolta per la liberazione del suo popolo, che però venne domata a sua volta. Nel 1786, ottennero l'eliminazione delle esose tasse che dovevano essere versate annualmente all'Impero russo, mentre continuarono le dispute per il possesso delle terre di confine.
È stato il primo popolo che durante la Rivoluzione russa tentò di dichiarare la propria indipendenza (6 novembre 1917) dal dominio russo, fondando la repubblica del Bashkortostan.

## Cultura
I Baschiri vantano una delle mitologie più grandi e ricche tra i popoli di famiglia turca. Molte opere letterarie sono state messe per iscritto solo recentemente, essendo state tramandate oralmente di generazione in generazione sino a non troppo tempo fa: un esempio di opera letteraria baschira è il poema Ural Batyr, dal quale prendono il proprio nome i monti Urali.
La cultura baschira vanta un ricco folclore con diverse danze e costumi tradizionali. I Baschiri sono inoltre noti per l'antica tradizione dell'estrazione del miele da api selvatiche, praticata ancora oggi su alberi di una certa altezza, producendo un miele rinomato come uno dei migliori in tutto il mondo.